# Fichtenberg (Berlin)
Der Fichtenberg ist mit 68 Metern über NHN die höchste Erhebung im Berliner Ortsteil Steglitz. Er liegt zwischen Schloßstraße und Botanischem Garten. Um den Berg entwickelte sich das 1242 erstmals erwähnte Dorf Stegelitze, das später Steglitz genannt wurde. Der Berg trug bis etwa 1900 den Namen Kiefernberg. Der Begriff Steglitzer Fichtenberg war dagegen vor 1900 für die östlich des Dorfes gelegenen Hügel üblich, die später Rauhe Berge genannt wurden.
Die Gegend um den Berg galt schon im 19. Jahrhundert als eine bevorzugte Wohnlage mit entsprechendem Ambiente und auch heute zählt sie noch zu den gediegenen Berliner Villenvierteln. Darüber hinaus bildet der Fichtenberg die Quelle des historisch und landschaftlich interessanten Bäkefließes. Ein imposanter Wasserturm steht als Wahrzeichen auf dem Gipfel des Berges.

## Geologie und Frühgeschichte

### Eiszeit, Steinzeit und Eisenzeit
Geologisch ist der Fichtenberg Teil des Berlin-brandenburgischen Teltow, einer flachwelligen Hochfläche mit einer bis zu 15 Meter dicken Schicht aus Geröll, Mergel und Sand, die die Wassermassen der abtauenden Gletscher zwischen der Endmoräne Fläming bzw. dem vorgelagerten Baruther Urstromtal und dem Berliner Urstromtal vor rund 15.000 Jahren im Brandenburger Stadium der letzten Eiszeit hinterließen.
Als erhabener, trockener Hügel am sumpfigen Bäketal mit seinen fischreichen Seen war der Fichtenberg schon sehr früh ein bevorzugtes Siedlungsgebiet, wie der Fund von 8.000 bis 10.000 Jahre alten Steinbeilen aus der letzten Periode der Altsteinzeit bezeugt, aus der Zeit also, in der in diesem Raum gerade die letzte Eiszeit zu Ende ging. Menschen aus der mittleren Steinzeit hinterließen auf dem Berg Feuersteinmeißel. Bei Ausschachtungen auf dem Klinikumsgelände der Freien Universität – heute Campus Benjamin Franklin der Charité Berlin –, das unmittelbar an den heutigen Bäkepark grenzt, stießen Archäologen auf ein Dorf aus der Eisenzeit vor rund 2.500 Jahren. Die bäuerliche Siedlung lag auf einem Hang über dem Fluss- und Sumpfgebiet und bestand aus Pfostenhäusern mit Lehmwänden.

### Slawen und Askanier
Nachdem im Zuge der Völkerwanderungen im 4. und 5. Jahrhundert die Sueben, der elbgermanische Teilstamm der Semnonen, bis auf wenige Restgruppen ihre Heimat an Havel und Spree in Richtung Oberrhein, Schwaben, verlassen hatten, zogen im späten 7. und 8. Jahrhundert slawische Stämme in den vermutlich weitgehend siedlungsleeren und waldreichen Raum ein. Die slawische Zeit ging mit der Gründung der Mark Brandenburg durch den Askanier Albrecht den Bären im Jahr 1157 und dem folgenden deutschen Landesausbau nach Osten zu Ende. Im Zuge der geschickten Siedlungspolitik der askanischen Markgrafen wurden weite Teile des Bäketales erschlossen, neue Dörfer mit Kirchen entstanden in schneller Folge, einige bestehende slawische Siedlungen wurden ausgebaut.

### Dorfgründung am Fuße des Fichtenberges
Zumindest der Sage nach kam dem Siedlungsruf der Askanier auch der möglicherweise namensgebende Herr von Stegelitze nach und gründete am südöstlichen Fuß des Fichtenbergs ein Angerdorf mit seinem Gutshaus am Westausgang. Sicher ist, dass am Berg ein Dorf entstand, das als Stegelitze erstmals 1242 in einer Schenkungsurkunde von Heinrich von Stegelitze nachweisbar ist, in der er das Dorf Arnestrop (Ahrensdorf) dem Kloster Lehnin übereignete. Ob seine Vorfahren tatsächlich Gründungsväter waren und den Namen mitbrachten oder ob Heinrich von Stegelitze den Namen hier (oder früher) aus dem Slawischen übernahm, ist unklar. Schlimpert ordnet Steglitz dem slawischen Tiernamen für Stieglitz (Sceglica zu scegel) zu. Möglich ist auch eine Deutung als „Ansiedlung am Berghang“, denn die häufige Endung -itz entspricht der Ansiedlung und könnte mit stygl = Neigung, Abhang zusammengesetzt sein.
Das von dem Markgrafen zugewiesene Gebiet umfasste das spätere Schmargendorfer, Schöneberger und Mariendorfer Feld und erstreckte sich südlich bis zum ehemaligen Birkbusch, einem besonders morastigen Gebiet an der Mündung der Lanke (Lankwitz) in die Bäke; Birkbusch und Lanke sind heute verschüttet und nahezu vollständig überbaut. Ebenfalls noch im 13. Jahrhundert gründeten flämische Siedler wenige Kilometer flussabwärts das Dorf Lichtervelde (Lichterfelde), das 1870 zu Steglitz und mit Steglitz 1920 zu Groß-Berlin kam.

## Lage und Geschichtliches

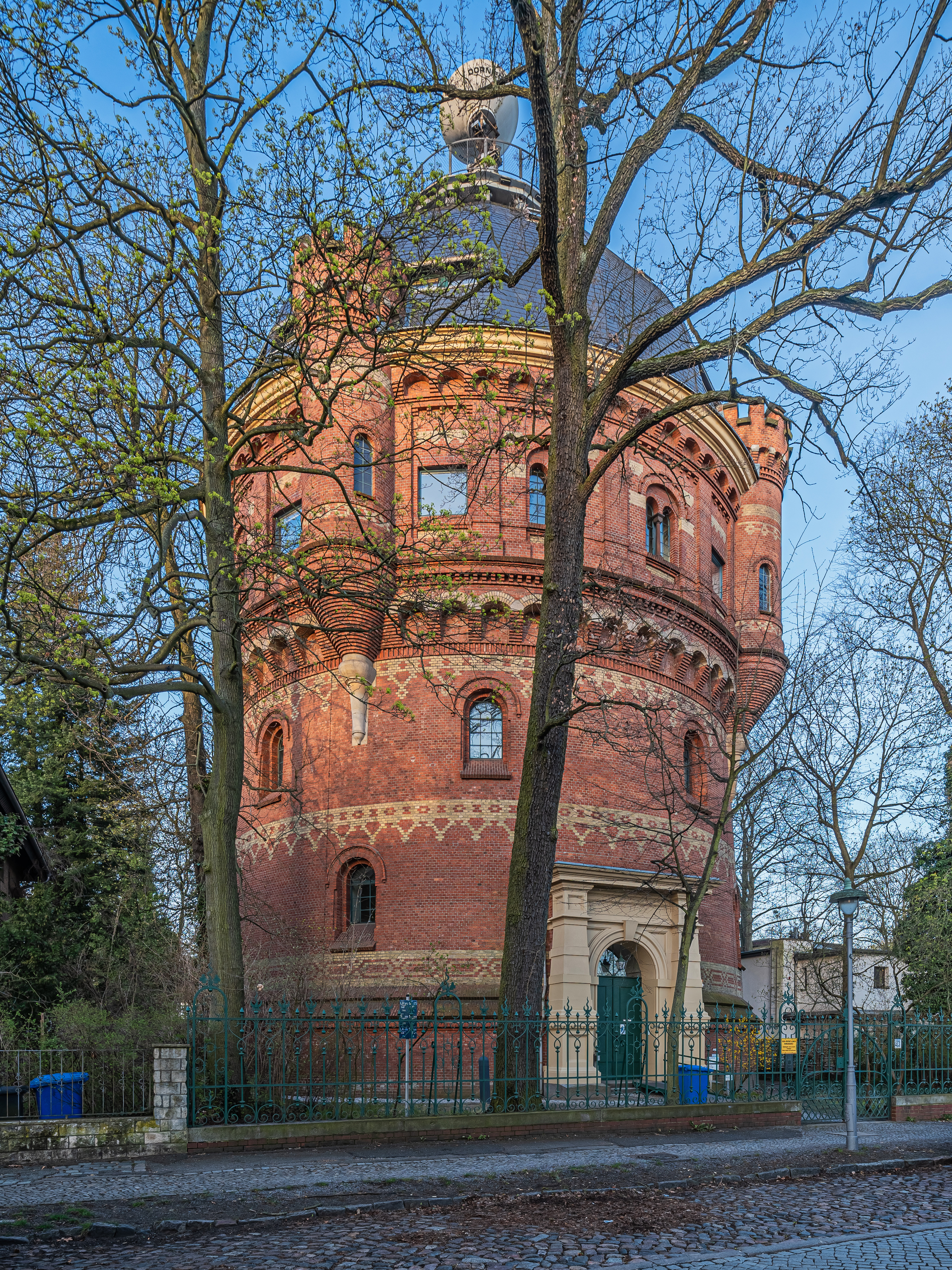
Der Wasserturm von Otto Techow

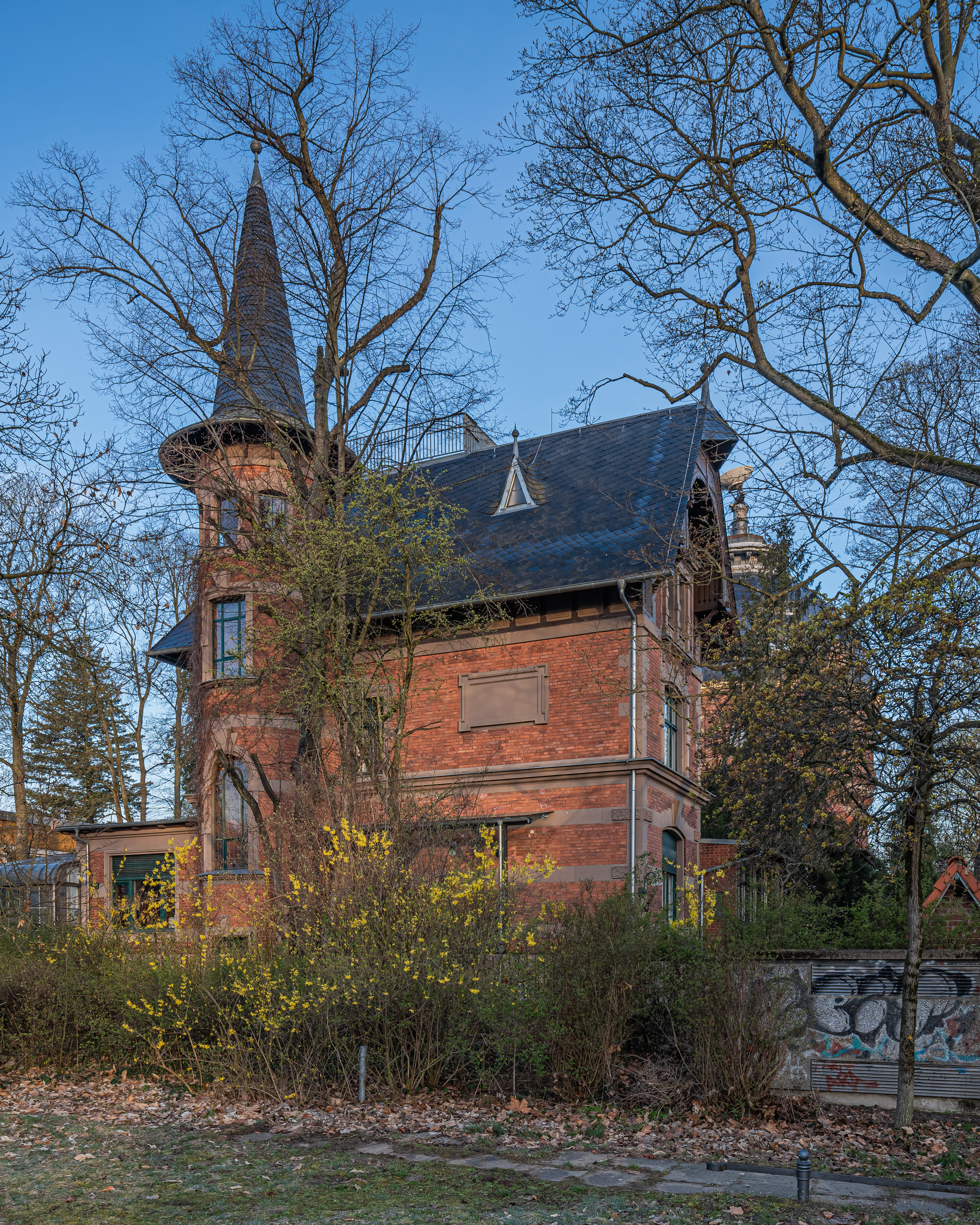
Villa Anna und rechts im Hintergrund der Wasserturm

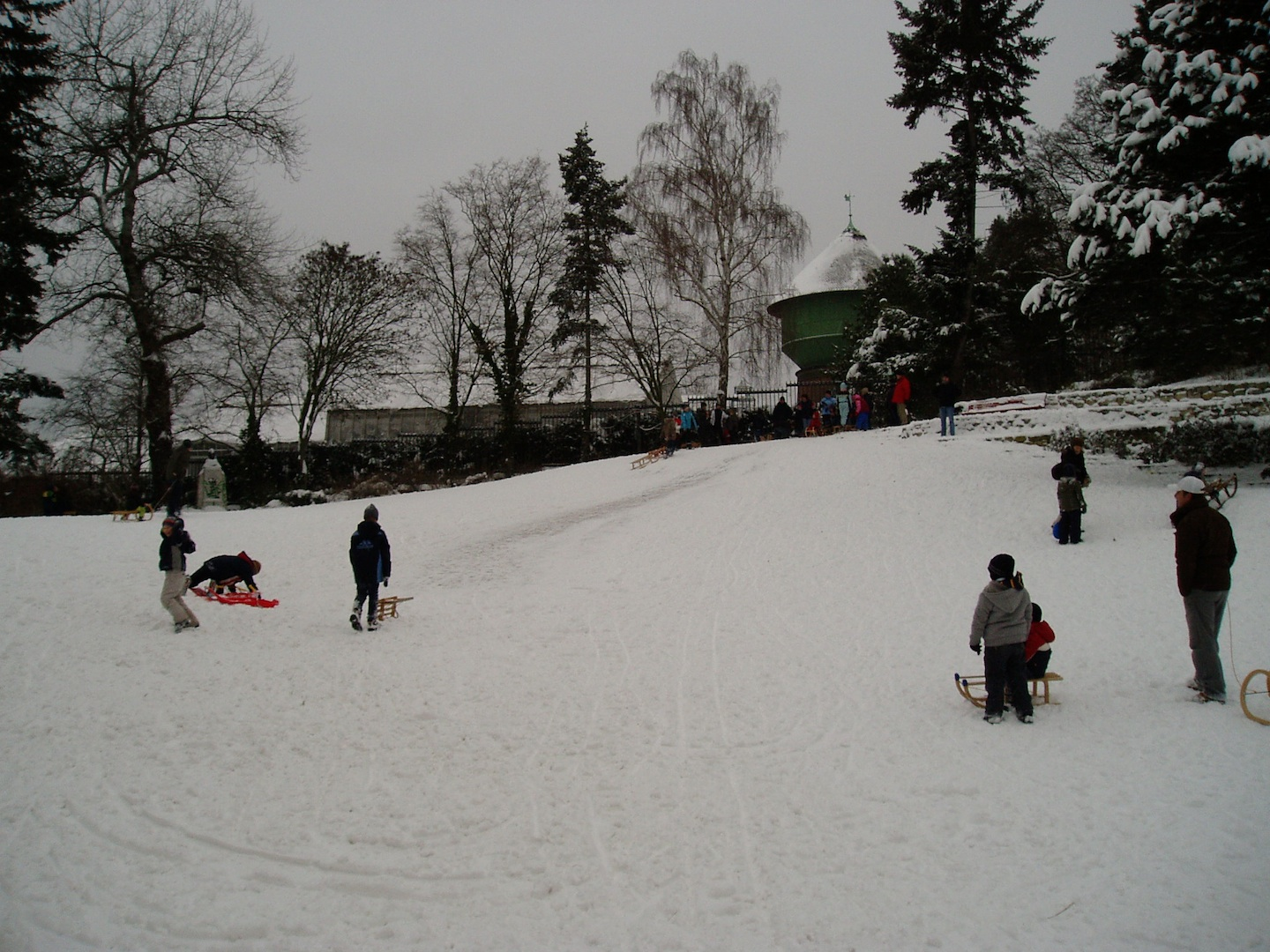
Bei Schnee: Winterliches Rodelparadies Fichtenberg

Der Hügel liegt zentral in unmittelbarer Nähe der Schloßstraße und grenzt direkt an den Botanischen Garten. Das SS-Wirtschafts- und Verwaltungshauptamt hatte unter der Grünanlage am Ende des heutigen Carl-Heinrich-Becker-Wegs (vormals: Dietrich-Schaefer-Weg) eine Bunkeranlage errichtet. Ein ehemaliger Zugang ist heute noch im Bereich des westlichen Kinderspielplatzes erkennbar. Weitere Zugänge zum Bunker gab es am Rand des Botanischen Garten unterhalb der Parkanlage. Der Standort des SS-Wirtschafts- und Verwaltungshauptamts befand sich in rund 500 Metern Entfernung in der Straße Unter den Eichen 126–135. Es waren sowjetische und andere Zwangsarbeiter des KZ-Außenlagers Lichterfelde, Wismarer Straße 26–36, die den Bunker angrenzend an den Botanischen Garten errichten sollten. Ein Stolperstein erinnert an dieser Stelle an Wilhelm Nowak, der dort am 22. August 1944 nach einem Fluchtversuch zur Abschreckung mittels Würgegalgen hingerichtet wurde. Die Parkanlage des Fichtenbergs trägt seit 1988 den Namen der Widerstandskämpferin Ruth Andreas-Friedrich, die in der Umgebung aktiv war.
Der Fichtenberg ist heute derart eingebaut, dass er schwer wahrzunehmen ist, selbst wenn benachbarte Straßen wie die Grunewaldstraße durchfahren werden. Wird allerdings von der Grunewaldstraße in die Schmidt-Ott-Straße abgebogen, geht es – für Berliner Verhältnisse – schnell „steil“ bergan und nach dem „Gipfel“ ebenso steil wieder hinunter in die Rothenburgstraße. In der Rothenburgstraße liegt auch die Fichtenberg-Oberschule, die den Namen des Bergs trägt.
Den Gipfel krönt seit 1886 ein imposanter, 40 Meter hoher Wasserturm, den der Architekt und Landesbaurat Otto Techow entworfen hatte. Das Wahrzeichen des Berges wird seit einiger Zeit vom Institut für Meteorologie der Freien Universität genutzt, und beherbergt neben Büros und Übungsräumen die „Wetterstation 10381“, an der – zumindest in Deutschland einzigartig – Studenten im Spät- und Nachtschichtdienst die langjährige Beobachtungsreihe der Station Dahlem aufrechterhalten.

## Goldmarkmillionäre und ein Papierkönig

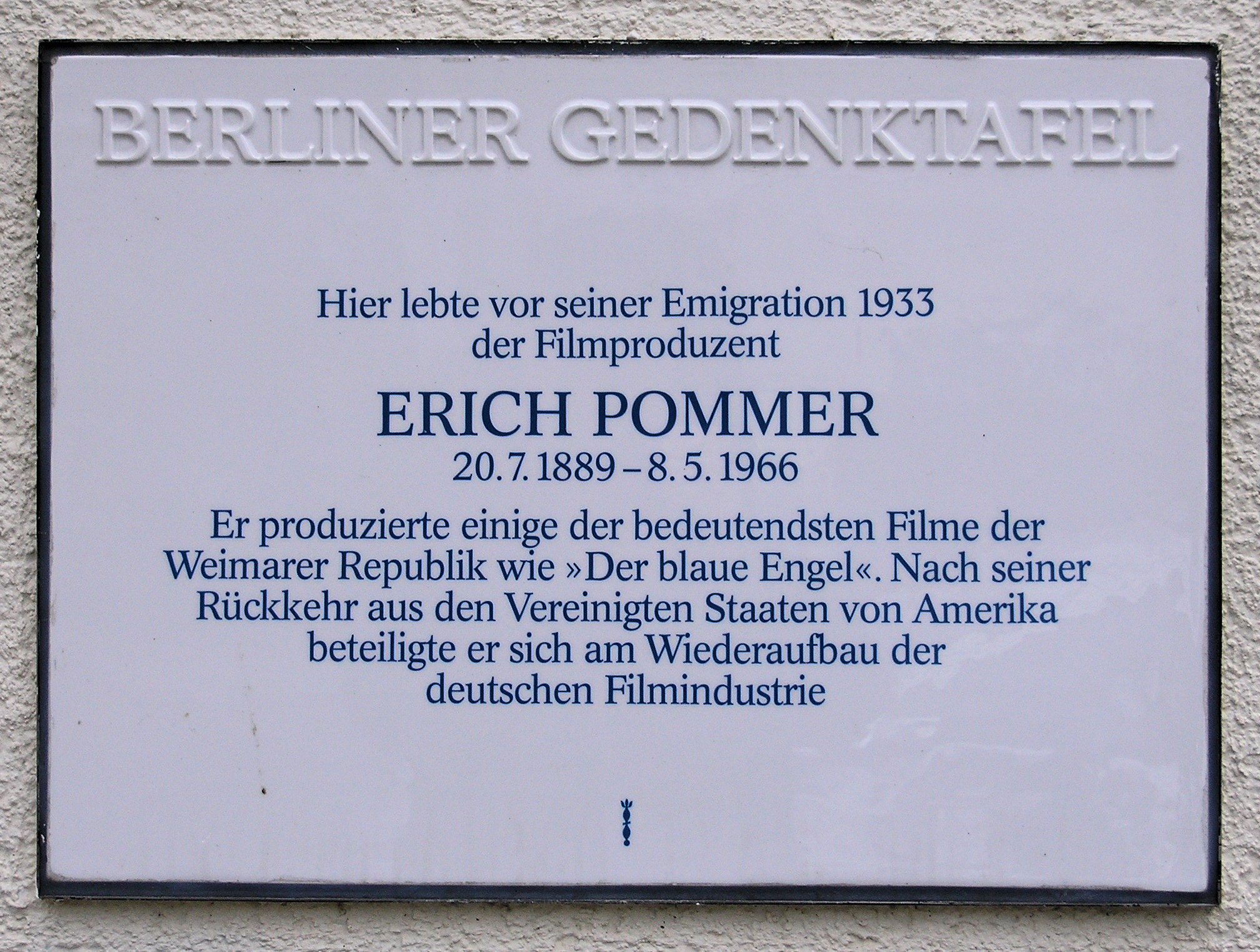
Gedenktafel für Erich Pommer, Carl-Heinrich-Becker-Weg 16–18

Die bevorzugte, ruhige Lage des Fichtenbergs zog verschiedene prominente Personen an, wie zum Beispiel Erich Pommer, den Produzenten der Filme Metropolis und Der blaue Engel, der hier bis zu seiner Emigration im Jahr 1933 lebte. Die prächtigen Villen des Viertels waren schon früh mit Fahrstühlen ausgestattet, in den Gärten gab es riesige Gewächshäuser. Und auch der Baumeister des Wahrzeichens selbst, Otto Techow, hatte hier gleich neben dem Wasserturm am Paul-Henckels-Platz 1884 sein eigenes, auch heute noch unversehrtes und viel bestauntes Heim, die Villa Anna, errichtet – ein verwinkelter Backsteinbau mit verspielten Türmchen, angelehnt an den Stil des benachbarten Wasserturms.
Der Schauspieler Andreas Grothusen, der seit etwa 1950 auf dem Berg wohnt, schreibt in seinem 2000 erschienenen Buch Die dort Droben:

„Man hatte verschnörkelte Pferdeställe, geräumige Eiskeller, Remisen für die Kutschen, komfortable Garagen mit hauseigener Benzinzapfsäule für die Maybachs und Horchs. Dass die Gärten, darinnen Schwanenteiche, Pavillons, Grotten, Marmorstatuen und Kegelbahnen waren, zu Recht Parks genannt wurden, versteht sich. Anfangs hatten die Fichtenberger, DIE DORT DROBEN, auch noch aparten Rundumblick auf Berlins Türme, zur Stadt Charlottenburg, nach den Feldern Dahlems, dem Grunewald und das rasant wachsende Groß-Lichterfelde.

Die so bevorzugt domizilierten waren Professoren en masse, und Bankiers zu Hauf. National bekannte Verleger (Wasmuth und Sachs) und namhafte Literaten (Rudolf Paulsen, Otto zu Linde, Rudolf Pannwitz, Adolf Heilborn und Franz Kafka). Glückhafte, zu Goldmarkmillionären gewordene Erfinder (Carl Schlickeysen, der die Dampfziegelpresse erfunden hat und Max Krause, der sich seine Idee, Briefpapier in Portionen verpackt auf den Markt zu bringen, hatte patentieren lassen, und damit der deutsche Papierkönig geworden war).“

Anschließend zählt Grothusen unter anderem Minister, Musiker, Kirchenfürsten, Schauspieler und Ägyptologen auf, bis hin zu Bully Buhlan, dem Schlagerstar der 1950er Jahre, die alle auf dem Berg heimisch waren.

## Quell des Bäkefließes

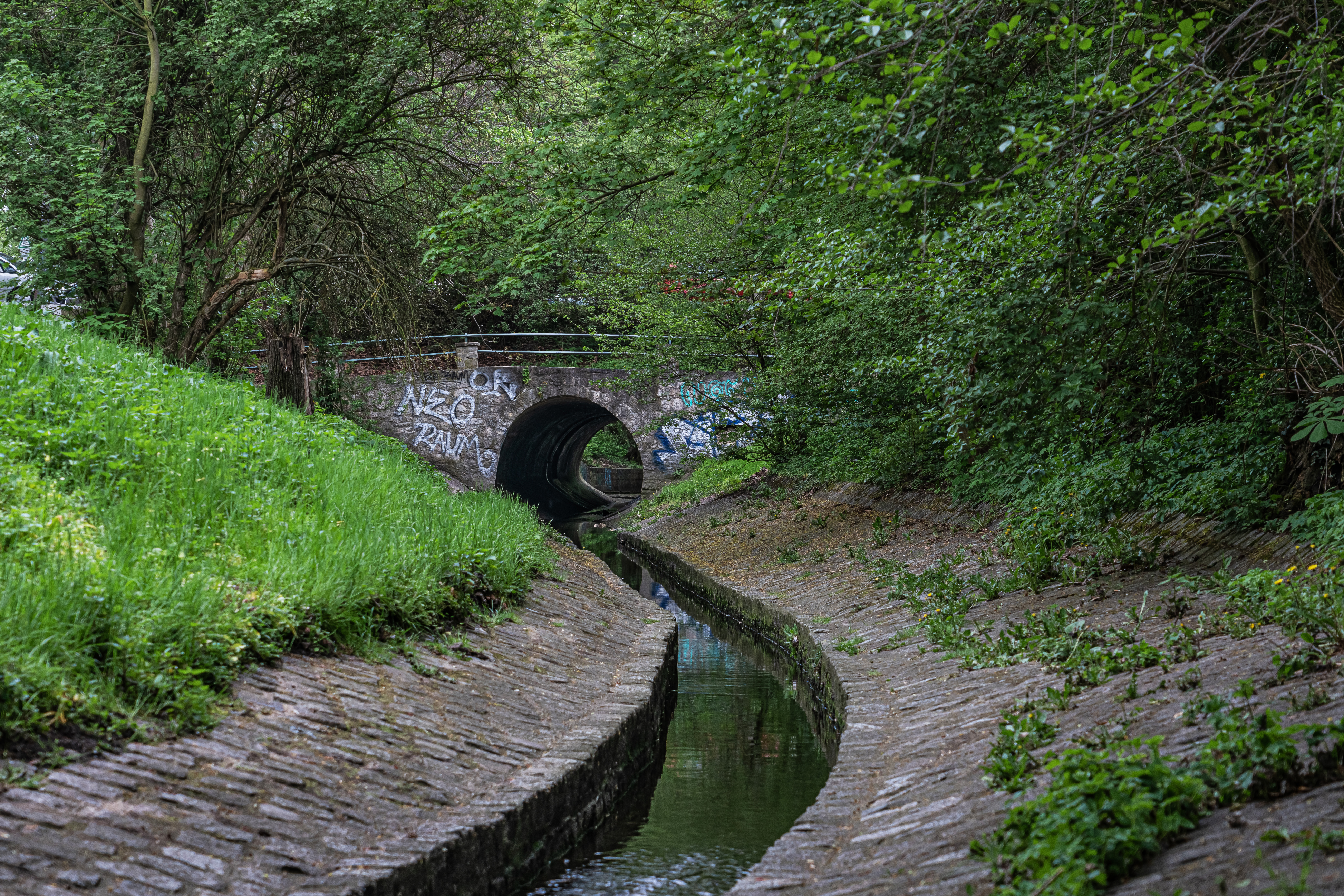
Bäke im Bäkepark

Der Fichtenberg ist Quelle der Bäke, die am Südhang entspringt. Der Bach wird heute unterirdisch durch einen Teil des Steglitzer Zentrums geführt und tritt an der Haydnstraße zu Tage, um nach einem Verlauf von nur rund einem Kilometer durch den nach ihm benannten „Bäkepark“ gegenüber dem Hafen Steglitz in den Teltowkanal zu münden. Vor dem Bau des Teltowkanals (1900–1906) nahm die Bäke die Wasser der gesamten südlichen Berliner Randgebiete auf und durchfloss eine ehemalige eiszeitliche Schmelzwasserrinne, das „Bäketal“. Der Lauf führte vorbei an Lichterfelde, durch Teltow und Kleinmachnow und mündete zwischen Zehlendorf und Potsdam-Babelsberg in den Griebnitzsee und damit in die Havel. Die einst wasserreiche Bäke trieb mehrere Mühlen an.
Das Bäketal wurde zum großen Teil für den Bau und Lauf des Teltowkanals genutzt, sodass die Bäke weitgehend in diesem Kanal aufgegangen ist; zwei von ihr gebildete Seen wurden mit dem Kanalbau gleichfalls vernichtet. Neben dem kurzen Berliner Teilstück im Bäkepark gibt es südlich des Teltowkanals noch ein rund drei Kilometer langes Teilstück der Bäke, das durch den Kanal von seiner ursprünglichen Quelle Fichtenberg abgeschnitten ist und heute allein aus den Wiesen am Kleinmachnower Weinberg gespeist wird und am Schwarzen Weg beginnt. Dieses Bäkestück führt an der Bäkemühle mit einem romantischen, außen liegenden Wasserrad vorbei, dann durch den ehemaligen Schlosspark Kleinmachnow und mündet wenige Meter nach der Schleuse Kleinmachnow ebenfalls in den Teltowkanal.
Gleichwohl bildet die Bäke auf diesem kurzen Stück auch heute noch einen Teil der einst ausgedehnten abwechslungsreichen Landschaft aus: das seit 1995 als Naturschutzgebiet ausgewiesene Bäketal (siehe dazu und zur folgenden Namensbestimmung ausführlich: Bäke).
Der am Fichtenberg entspringende Bach gab dem Teltow den Namen. Nach den Analysen von Gerhard Schlimpert geht das Wort „Teltow“ auf den ursprünglichen germanischen Namen Telte der Bäke zurück, der in der Slawenzeit das Suffix -ow (ov) (Tel-tova) erhielt „und mit größter Wahrscheinlichkeit das ‚Land an der Telte‘“ bedeutete.